# Jag vet att du ditt ord och löfte aldrig ryggar
Jag vet att du ditt ord och löfte aldrig ryggar är en psalm med text skriven av Birger Carlberg.

## Publicerad i
- 1819 års psalmbok som nr 238 under rubriken "Kristligt sinne och förhållande - I allmänhet: Förhållandet till Gud: Tålamod och tröst av Guds godhet under korset och bedrövelsen".[1]